# Rudimentair (anatomie)
Een kenmerk (zoals een organel, een orgaan of een weefsel) van een organisme wordt rudimentair of gereduceerd genoemd wanneer het morfologisch slechter ontwikkeld is dan bij verwante soorten en bij voorouders.
Het gereduceerde morfologische kenmerk of rudiment heeft niet langer, of eventueel een gewijzigde of een verminderde, functionaliteit ten opzichte van dat bij de voorouders, of bij nauw verwante soorten. Het kenmerk, een orgaan of een heel orgaanstelsel, was in een vroeger evolutionair stadium van het organisme actief aanwezig, maar komt niet langer tot ontwikkeling, waarbij de belangrijkste oorspronkelijke functies verloren zijn gegaan. Zo'n orgaan is dan nog aanwezig als evolutionair relict, en is dan bijvoorbeeld klein vergeleken met dat van verwante soorten. Het in de evolutie verdwijnen van een kenmerk kan in gang zijn gezet door functieverlies of -aanpassing of door energiebesparing.

## Voorbeelden
Voorbeelden van rudimentaire organen bij dieren en planten:

### Bij mens en dier

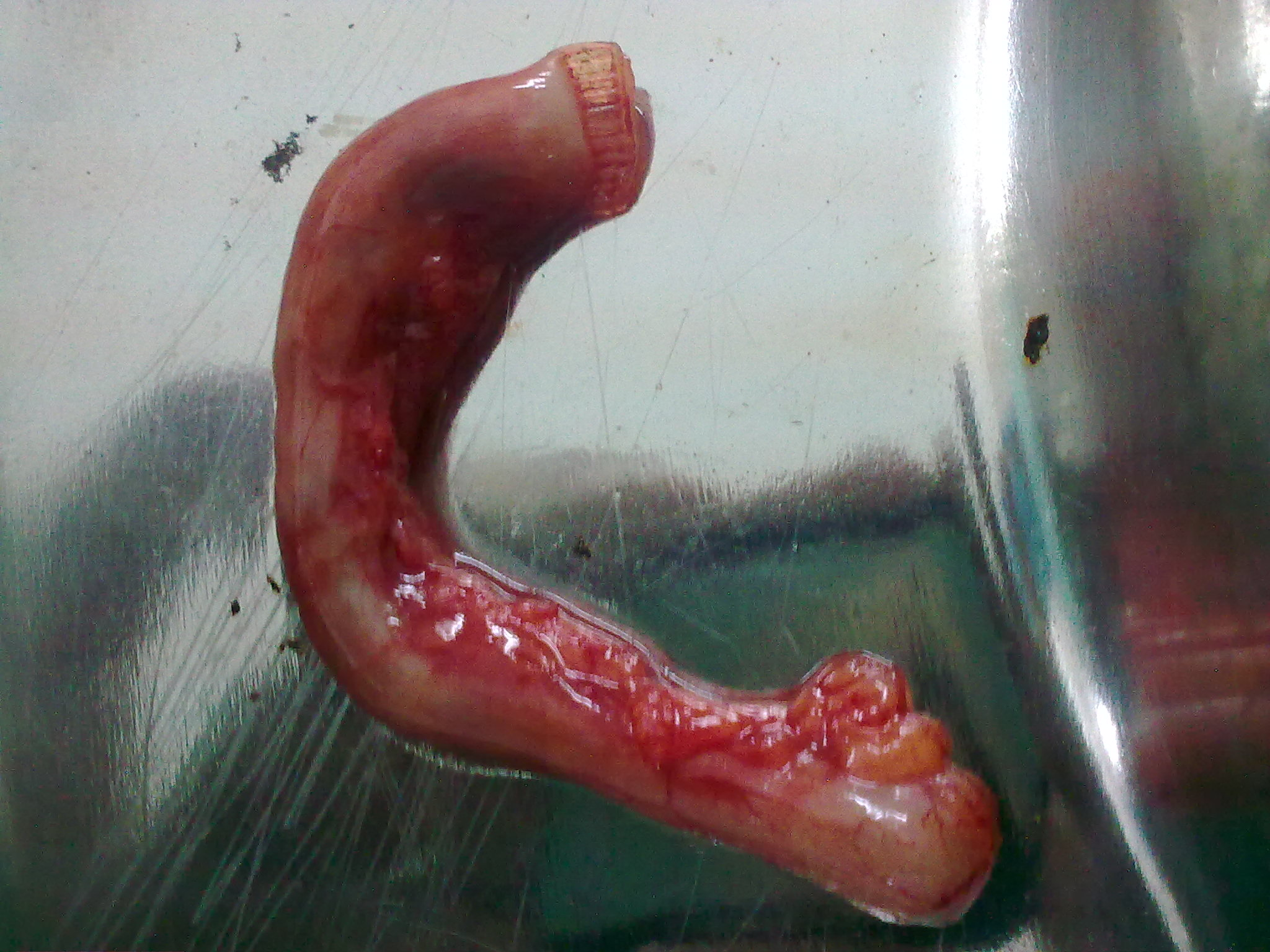
Wormvormig aanhangsel van de blindedarm

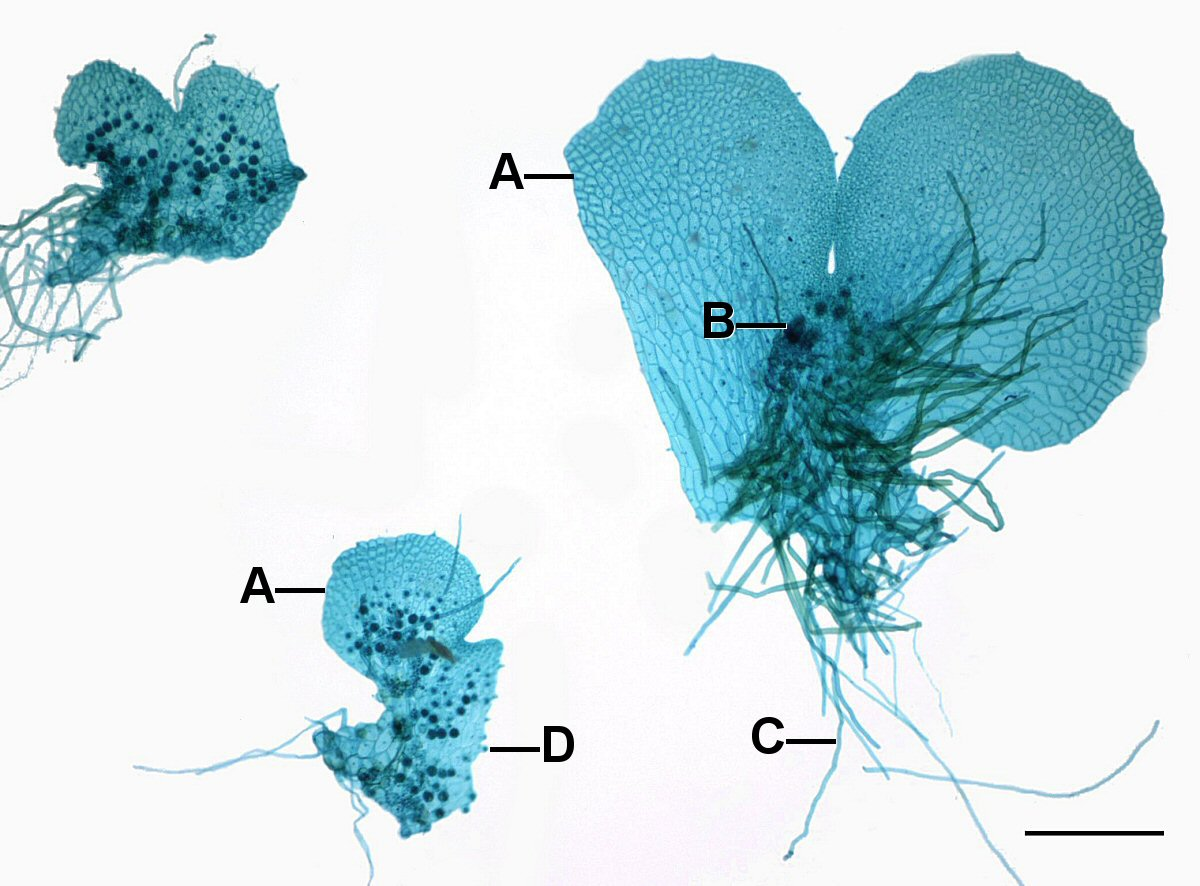
Vrijlevende gametofyt bij varens:
A voorkiemen; B archegonia; C rizoïden; D antheridia.

- Bij de mens: de stuit of het staartbeen (coccyx) en de verstandskiezen voor het kauwen van rauw voedsel. Rudimentaire ribben zijn enkel nog als kleine aanhechtsels aanwezig op de wervels.
- Sommige walvissen hebben een rudiment van de achterpoten, gebleken is echter dat de twee losse botjes onmisbaar zijn bij het paren.
- Er zijn slangen met rudimentaire pootjes, niet meer dan nauwelijks zichtbare uitsteeksels.
- Sommige vogels hebben rudimentaire vleugels waarmee ze niet kunnen vliegen.[2]
- Sommige sluipwespen hebben het vermogen om vetten te produceren verloren. Deze nemen ze op van hun gastheer, die ze produceert.[3]
- Veel insecten die zich ongeslachtelijk voortplanten, hebben hun seksuele kenmerken verloren.[4]
- Naaktslakken en inktvissen hebben in het algemeen rudimentaire schelpen.

### Planten
- Bij de Embryophyta (landplanten) is, in de loop van de evolutie, de gametofyt-fase met prothallium (voorkiem), antheridia en archegonia sterk gereduceerd. Bij levermossen, bladmossen en hauwmossen en bij veel varens is de gametofyt een zelfstandig en vrij levend organisme, met goed ontwikkelde voorkiem, antheridia en archegonia. Bij de zaadplanten kunnen deze gereduceerd zijn tot hoogstens enkele cellen. De functie van geslachtelijke voortplanting is ook hier nog volledig aanwezig.
- Cactussen verschillen van veel bedektzadige planten in de afwezigheid van bladeren als aanpassing aan een heet en droog klimaat, maar soms zijn in jongere stadia wel kleine, wormvormige blaadjes te vinden die snel afvallen. De functie van bladeren in de transpiratie en de fotosynthese bij de vorming van assimilaten is overgenomen door de stengels. Soorten van het geslacht Pereskia hebben echter wel volledige bladeren.